# Gromada Bojszowy Nowe
Gromada Bojszowy Nowe (ab 1970 Gromada Nowe Bojszowy) war eine Verwaltungseinheit in der Volksrepublik Polen zwischen 1956 und 1972. Verwaltet wurde die Gromada vom Gromadzka Rada Narodowa, dessen Sitz sich in Bojszowy Nowe befand und aus 15 Mitgliedern bestand.

Die Gromada Bojszowy Nowe wurde am 29. Februar 1956 gebildet und Bestand aus den Dörfern Bojszowy Nowe und Świerczyniec die aus der Gromada Bojszowy herausgelöst wurden.

Die Gromada Nowe Bojszowy (Name ab 1970) bestand bis Ende 1972 und wurde Teil der Gmina Bojszowy.